# ミッケ・ヴァン・ホール
ミッケ・ヴァン・ホール（Mikke van Hool、 1967年11月5日-）は、ベルギーのレーシングドライバー。

## 経歴
ヴァン・ホールは1989年にオランダのフォーミュラ・フォードでレースデビュー。後年、彼はフランスF3 、イギリスF3 、マカオグランプリ、イギリスF2 、国際F3000 、ベルギーGT選手権にも参戦した。